# 宮廷女官 (英國)

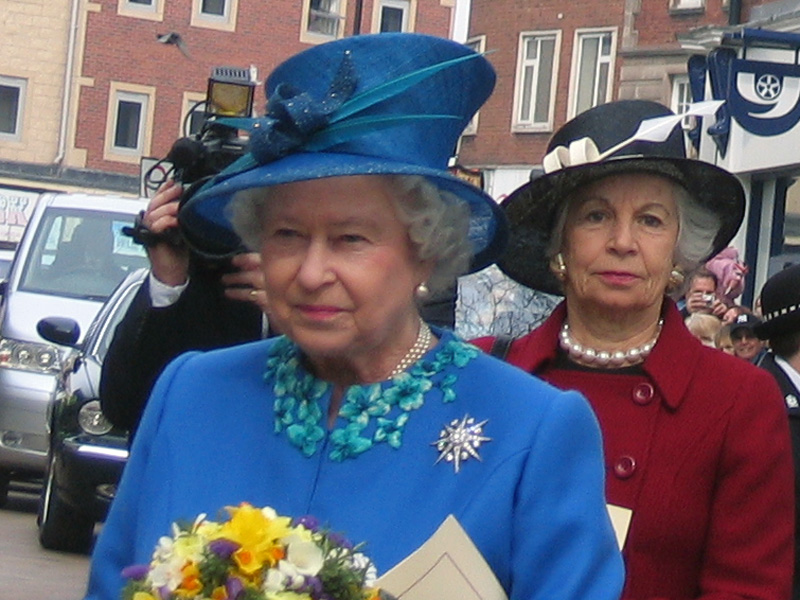
寢宮女官艾爾利伯爵夫人（右）陪同女皇伊利沙伯二世出席活動（2005年3月）

宮廷女官（英語：lady-in-waiting）是英國皇家內廷官職，負責服侍英國皇室當中的女性成員。宮廷女官定期由皇室的初級女性成員挑選委任，負責陪伴她們出席公開場合和提供其他支援。
在較正式的場合，宮廷女官佩戴佩章，佩章通常由珠寶或琺瑯打造，式樣是相關皇室成員的字母標記，上面點綴相稱的王冠或小冠，並懸掛在有顏色的絲帶上。
在查理斯三世登基以前，服侍女皇、皇后或皇太后的侍女都被稱為宮廷女官（在官方通告當中亦然），但她們更正式的官職名稱是寢宮女官（lady of the bedchamber）或寢宮侍女（woman of the bedchamber），視乎實際擔任的職務而定。當中最資深的一位名為司袍女官（mistress of the robes），負責為其他宮廷女官分派工作，以及在特定時候親自服侍她的女主人。

## 歷史沿革

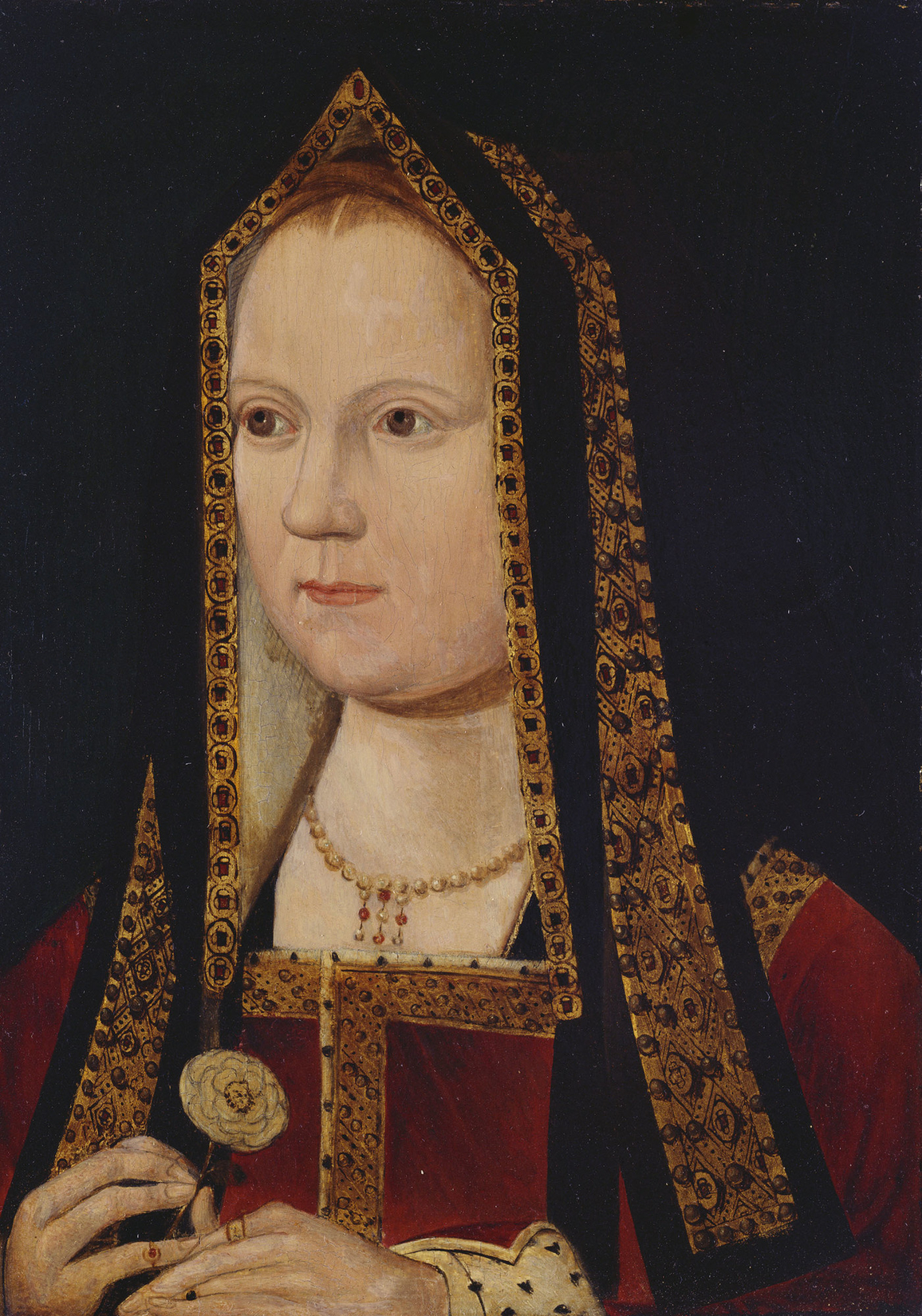
約克的伊丽莎白

在中世紀，愛德華一世第二任王后法蘭西的瑪格麗特據記載擁有七名宮廷女官，當中包括三名已婚女官，稱為「女主」（Domina）；以及四名未婚女官，稱為「侍女」（maids of honour），但文獻沒有提及有首席女官。直到15世紀，在王后內廷任職的侍臣都以男性為主。
不遲於15世紀中期，愛德華四世的王后伊丽莎白·伍德维尔只有五名宮廷女官，但到15世紀晚期至16世紀初期，順應法國和歐洲大廷宮廷的發展趨勢，英格蘭宮廷的女官開始獲賦予更重要的角色。其中，愛德華四世在1478年制訂《內廷黑書》（Block Book of the Household）為英格蘭宮廷訂立典章制度，即以勃艮地公國的宮廷生活作為參考例子。從那時開始，英格蘭的皇家內廷逐漸成形，並逐步發展起來。
亨利七世的王后約克的伊丽莎白擁有大量宮廷女官。據當時駐英西班牙大使羅德里戈·普埃布拉（Rodrigo de Puebla）不尋常且令人意外的記載：「王后擁有32名風格華麗、姿彩萬千的女官」。约克的伊丽莎白據說曾擁有多達36名宮廷女官，其中18名是貴族婦女。根據一份來自1502年和更完整的記載，這批女官包括16名「女士」（gentlewomen）、7名「侍女」（maids of honour）和3名專責在寢宮服侍的「內宮侍女」（chamberers-women）。 除了獲正式任命的宮廷女官，王后的女性隨從當中尚包括宮廷女官自己的女兒和女官，她們都一同居於王后的內廷。
在都鐸王朝，宮廷女官的職責是在公開和私人場合擔任王后的伴臣。無論王后都那裡去，她們都要跟隨，並要演奏音樂、跳舞和唱歌為王后提供娛樂。此外，以當時的標準，皇室人員完全因毋須操心於日常瑣事，大小事均有專人服侍以突顯地位，因此為王后更衣沐浴，甚至於協助如廁，皆由宮廷女官負責。
宮廷女官大多憑藉其貴族身份擁有優越的社會地位、或是社會上的知名和成功人士，因而獲宮內官員提名。她們通常也出於其家族背景和關係，都是皇室的支持者。如果王后來自本土而非國外人士，她一般都會任命自己的親信，因為她們被認為是更值得信賴和忠誠的，例如亨利八世的第二任王后安妮·博林和第三任王后簡·西摩，便曾先後任命瑪嘉烈·李（Margaret Lee）和伊麗莎白·西摩（Elizabeth Seymour）為「樞密廳女官」（"lady of the privy chamber"）。
直屬王后的宮廷女官架構，也是在都鐸皇朝期間確立。其中，宮廷女官之首是掌袍女官（mistress of the robes），其下是首席寢宮女官（first lady of the bedchamber），負責監督一眾寢宮女官（ladies of the bedchamber；通常是伯爵或以上等級貴族的夫人或遺孀）。寢宮女官之下是一眾寢宮侍女（women of the bedchamber；通常是貴族的女兒），而最下級則的侍女（maids of honour）可終身享有「閣下」（"The Honourable"）的尊稱。
宮廷女官的制度自都鐸時期以後，大致維持不變。不過在實際上，很多職位自此以來皆一直懸缺。例如，在近代歷史，侍女僅在加冕典禮期間才獲委任和執行職務。女官制度在近代也曾捲入政治紛爭，例如在1839年，時任保守黨黨魁羅伯特·皮爾爵士嘗試籌組內閣，期間試圖換走維多利亞女皇的宮廷女官，以便安插自己的親信在女皇身邊，結果遭到女皇拒絕，是為寢宮危機。

## 伊利沙伯二世女皇
英女皇伊利沙伯二世在位期間，「寢宮侍女」（women of the bedchamber）以輪替方式服侍女皇，每次一人，為期兩星期。在宮廷通函，當值侍女會被稱為「女皇宮廷女官」（Lady in Waiting to the Queen）。

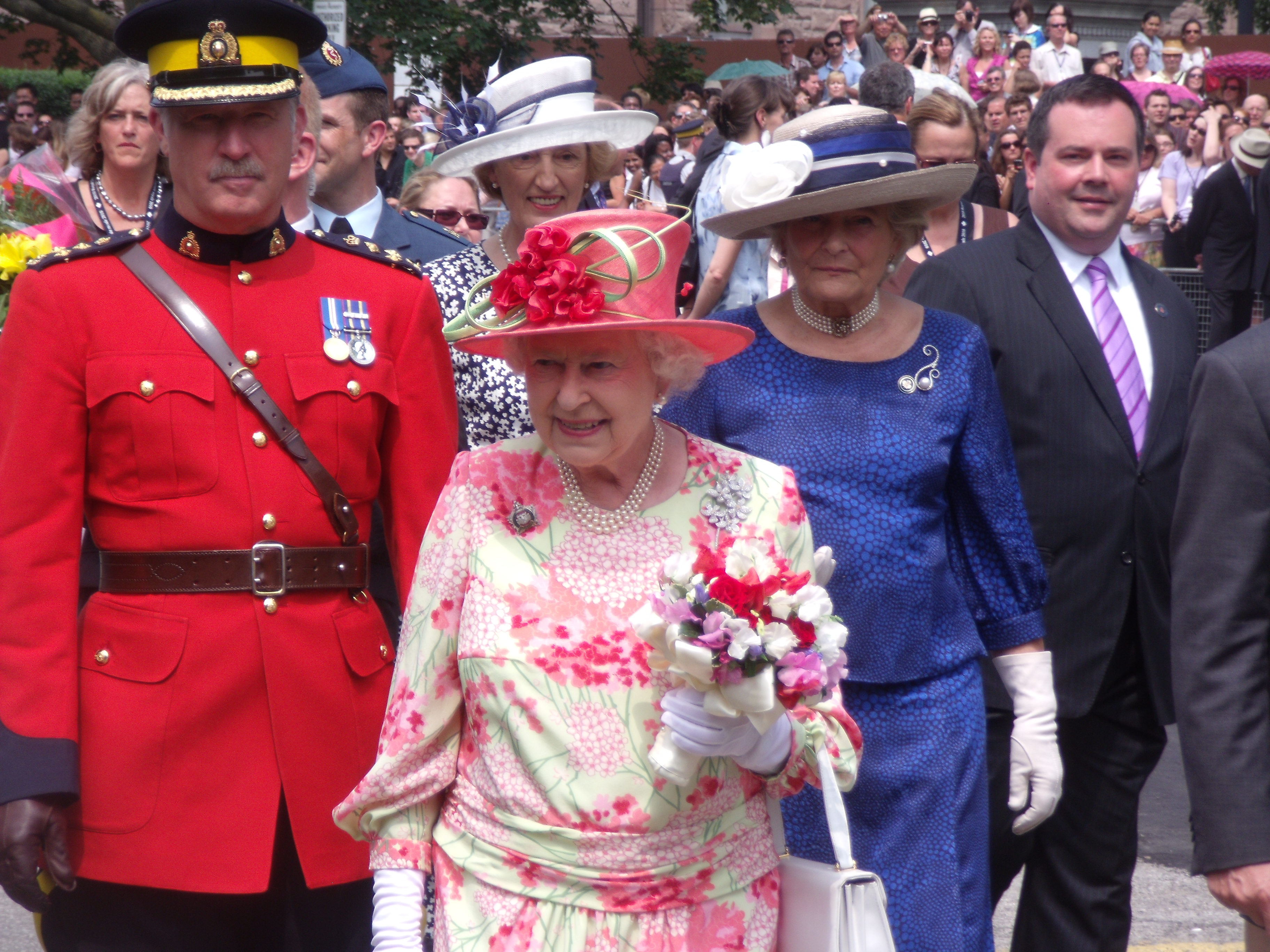
伊利沙伯二世在2010年訪問多倫多，圖中女皇身後是兩名宮廷女官：寢宮侍女（蘇珊·赫西女爵；圖左）和寢宮女官（法納姆勳爵夫人；圖右）

相對於「寢宮侍女」，「寢宮女官」（ladies of the bedchamber）並不負責每日服侍女皇，她們只會在重要公開場合奉召提供服務。根據慣例，女皇外訪期間會由兩名宮廷女官陪同，其中一人通常是寢宮女官。此外，多年來，女皇出席國會開幕大典的時候，通常由三名宮廷女官陪同（包括掌袍女官、一名寢宮女官和一名寢宮侍女）。然而，陪同女皇出席大典的女官人數在1998年減至兩名。
女皇在位晚年，其宮廷女官包括以下人士：
掌袍女官（Mistress of the Robes）
- 格拉夫頓公爵夫人（The Duchess of Grafton）：由1967年起出任伊利沙伯二世的掌袍女官，直到她在2021年逝世為止，其後職位懸空。

寢宮女官（Ladies of the Bedchamber）
- 艾爾利伯爵夫人（The Countess of Airlie）：由1973年起獲委任，並在女皇餘下整段在位期間任職。[12]
- 法納姆勳爵夫人（The Lady Farnham）：由1987年起獲委任，直到她在2021年逝世為止。[13]

寢宮侍女（Women of the Bedchamber）
- 瑪麗·莫理遜女爵士閣下（The Hon. Dame Mary Morrison）：1960年獲委任，並在女皇餘下整段在位期間任職。[14]
- 蘇珊·赫西女爵（Lady Susan Hussey）：1960年獲委任，並在女皇餘下整段在位期間任職。[15]
- 艾爾頓勳爵夫人（The Lady Elton）：1987年獲委任，並在女皇餘下整段在位期間任職。[13]
- 菲莉帕·德帕斯女爵士（Dame Philippa de Pass）：1987年獲委任為增補寢宮侍女（Extra Woman of the Bedchamber），並在女皇餘下整段在位期間任職。[13]
- 安娜貝爾·懷特黑德女爵士閣下（The Hon. Dame Annabel Whitehead）：2002年獲委任，並在女皇餘下整段在位期間任職。[16]
- 珍妮佛·戈登-倫諾斯女爵士（Dame Jennifer Gordon-Lennox）：2002年獲委任，並在女皇餘下整段在位期間任職。[16]

增補宮廷女官（Extra ladies-in-waiting）
- 伊麗莎白·利明女爵（Lady Elizabeth Leeming），娘家姓鮑斯-萊昂（née Bowes-Lyon），是伊利沙伯二世的堂姪女。
- 西蒙·羅茲夫人（Mrs. Simon Rhodes）：瑪嘉烈·羅茲閣下（The Hon. Margaret Rhodes）的媳婦。瑪嘉烈·羅茲閣下是伊利沙伯二世的表姐，曾任伊利沙伯皇太后的寢宮侍女。

伊利沙伯二世駕崩和查理斯三世登基後，新任英皇宣布已故女皇的宮廷女官將獲留任，但職銜改為「內廷女官」（Ladies of the Household）。她們負責在白金漢宮舉辦的活動履行招待賓客的職責。

## 卡米拉皇后

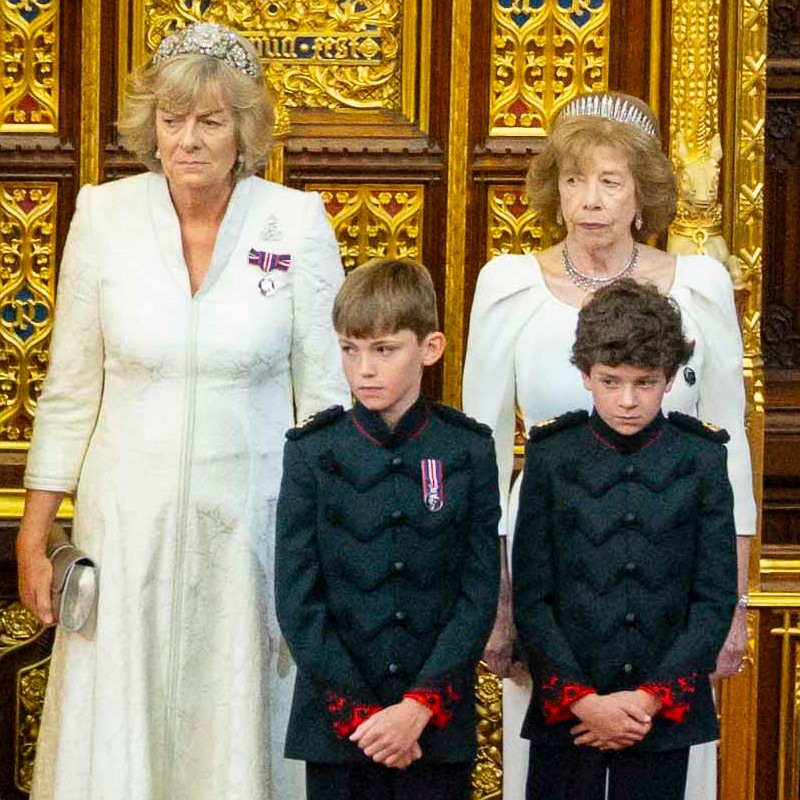
皇后伴臣蘭斯當侯爵夫人與莎拉·凱瑟克女爵出席2024年國會開幕大典

2022年11月，當局宣布卡米拉皇后將會終結任命宮廷女官的傳統，取而代之的是「皇后伴臣」（Queen's companions）。她們的角色較為非正式，也不會參與撰寫回函和編排行程一類的職責。
截至2024年12月13日，卡米拉的皇后伴臣如下：
- 蘭斯當侯爵夫人（The Marchioness of Lansdowne）
- 奧佩恩的奇澤姆女男爵（The Baroness Chisholm of Owlpen）
- 希魯克爵士夫人閣下（The Hon. Lady Brooke）
- 莎拉·凱瑟克女爵（Lady Sarah Keswick）：她的母親蘇珊·赫西女爵曾任伊利沙伯二世的寢宮侍女
- 安娜貝爾·埃利奧特（Annabel Elliot）：卡米拉皇后的胞妹
- 珍·馮·韋斯頓霍爾茲（Jane von Westenholz）
- 莎拉·特勞頓女爵士（Dame Sarah Troughton）：伊利沙伯二世的堂姨甥女和查理斯三世的堂姨表妹

### 引用書目
- Chisholm, Hugh (编). .  13 (第11版). London: Cambridge University Press: 662–663. 1911.
- Duindam, Jeroen Frans Jozef,
- Gosman, Martin; Macdonald, Alasdair James; Vanderjagt, Arie Johan,

## 外部連結
- Alchin, Linda. . Elizabethan Era.   [2017-04-18]. （原始内容存档于2017-04-18）.